# Franz Krahmer
Franz Krahmer (* 12. März 1851 in Białęgi (deutsch: Belgen), Kreis Königsberg Nm.; † 29. Juni 1930 in Berlin-Lichterfelde) war ein preußischer Verwaltungsbeamter.

## Leben
Franz Krahmer studierte an den Universitäten Leipzig, Göttingen und Greifswald Rechtswissenschaften. Nachdem er ein Semester beim Corps Misnia Leipzig aktiv gewesen war, wurde er 1872 Mitglied des Corps Saxonia Göttingen und 1873 Mitglied des Corps Pomerania Greifswald. Nach dem Referendariat bei der Regierung in Potsdam wurde er dort als Assessor in den preußischen Staatsdienst übernommen. Er wirkte 1883–1896 als Landrat im Kreis Thorn der Provinz Westpreußen. 1895 wurde er als Oberregierungsrat und Stellvertreter des Regierungspräsidenten nach Posen versetzt. Von 1899 bis zu seiner Pensionierung 1917 amtierte er als Regierungspräsident im Regierungsbezirk Posen. Sein Nachfolger wurde Paul Kirschstein.

## Ehrungen
- Wirklicher Geheimer Rat, Exzellenz (1917)